# Убийство первой степени (телесериал)
«Уби́йство пе́рвой сте́пени» (англ. Murder in the First) — американский телесериал, созданный Стивеном Бочко и Эриком Лодалом, с Тэйем Диггзом и Кэтлин Робертсон в главных ролях. Премьера сериала состоялась 9 июня 2014 года на TNT. В центре сюжета сериала, действие которого разворачивается в Сан-Франциско, находятся детективы Терри Инглиш и Хилди Маллиган, которые расследуют обычное убийство наркомана, однако в ходе развития дела выходят на генерального директора компании по разработке передовых технологий Эриха Бланта. Сериал является не процедурным, а последовательным, с делом на один сезон.
11 октября 2016 года TNT закрыл сериал после трёх сезонов.

## Название
Термин «убийство первой степени» используется в законодательстве многих штатов США, содержание этого термина различается в зависимости от штата, но в целом «убийство первой степени» считается более тяжким преступлением, чем «убийство второй степени». Согласно законам Калифорнии (где по сценарию разворачивается действие фильма) тяжкие убийство первой степени — это убийство, совершенное с помощью разрушающего устройства или взрывчатого вещества, боеприпасов, отравления, засады, пытки, захвата автомобиля, искалечения, похищения человека, крушения поезда или выстрела из транспортного средства.
Ранее таким названием уже был назван фильм.

## История создания
TNT заказал съемки пилотного эпизода 16 января 2013 года, а 14 марта было объявлено, что Кэтлин Робертсон и Тэй Диггз будут играть ведущие роли в проекте. 19 сентября 2013 года TNT дал зелёный свет на съемки сериала, с заказом первого сезона из десяти эпизодов для трансляции летом 2014 года. 12 сентября 2014 года канал продлил сериал на второй сезон из двенадцати эпизодов.

## Актёры и персонажи
- Тэй Диггз в роли Терри Инглиша[10]
- Кэтлин Робертсон в роли Хилди Маллиган[10]
- Том Фелтон в роли Эрика Бланта[10]
- Мими Кирклэнд в роли Луизы Маллиган[10]
- Рафаэль Сбардж в роли Дэвида Молка[10]
- Иэн Энтони Дейл в роли Джима Кото[10]
- Бесс Раус в роли Иваны Уэст[10]
- Николь Ари Паркер в роли Сони Перес[11]
- Стивен Уэбер в роли Билла Вилкерсона[10]